# Philippe Tassier
Pour les articles homonymes, voir Tassier.
Philippe Tassier (Montluel, Ain, 2 juillet 1873 - Paris, 11 octobre 1947) était un peintre dessinateur-illustrateur, coloriste et photographe français, parfois présenté comme membre de l'école de Barbizon, par exemple par Christies.

## Biographie
Fils d'un chef d'atelier d'une usine de Montluel, il entre à l'École des beaux-arts de Lyon en 1888.
Il réalise de nombreuses peintures de la région de Crémieu (Isle Crémieu) et d'Optevoz où il reste deux peintures murales (datées de 1895), dans l'auberge Candy sur la grand-place là où se réunissaient les artistes (Auguste Ravier, Paul Flandrin, Hector Allemand, mais aussi Camille Corot, Charles-François Daubigny et Gustave Courbet...). L'une, monochrome représente l'étang de Gillieu, et l'autre la vallée d'Amby.
En 1891, au Salon de la Société des Beaux-Arts, il expose une aquarelle intitulée « Matinée d'octobre aux environs d'Optevoz », qui restera l'une de ses régions préférées. À la fin de sa vie, il aurait dit : « Je me refuse systématiquement, quel que soit le prix offert, à vendre tout ce que j'ai fait à Crémieu ou Optevoz » malgré une situation matérielle rendue difficile par la guerre et l'âge .
Il a effectué plusieurs séjours en Bretagne de 1908 à 1912, où il a fait de nombreuses photographies de paysages et villages ruraux, portuaires et de la vie quotidienne.

## Galerie

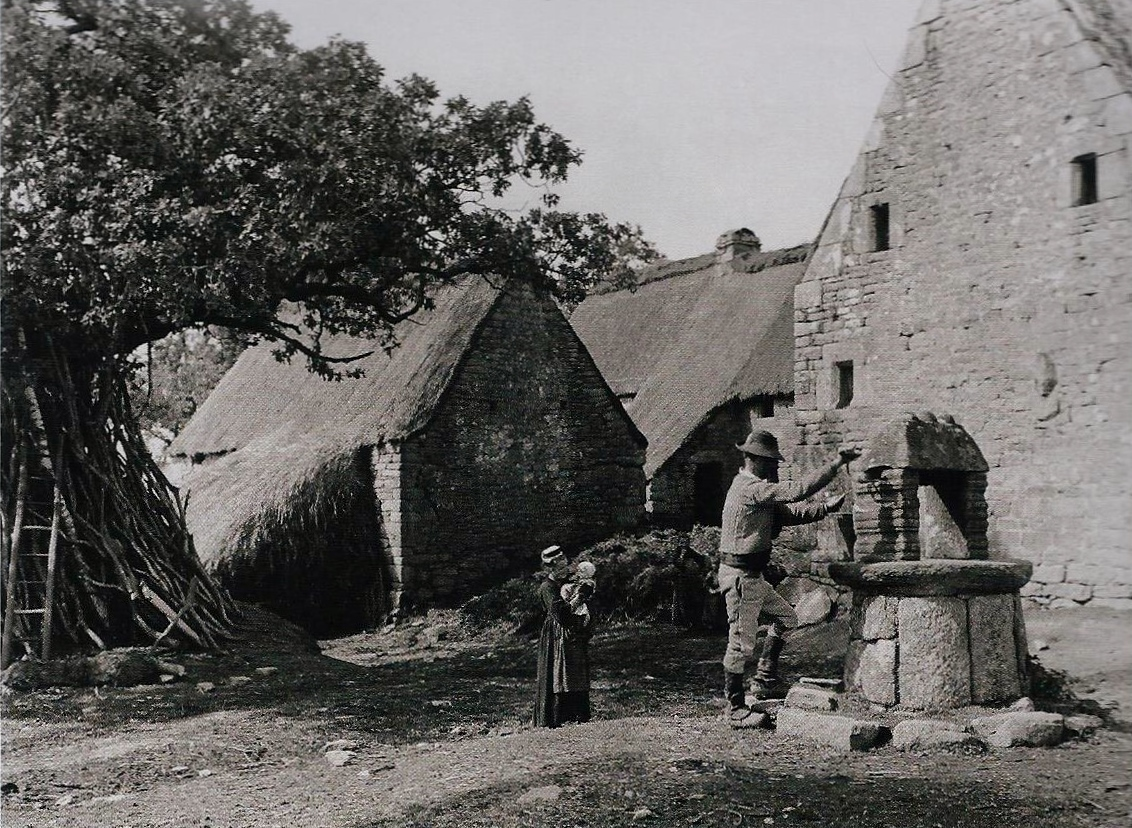
Langonnet : la ferme du Quinquis vers 1905 (photographie de Philippe Tassier).
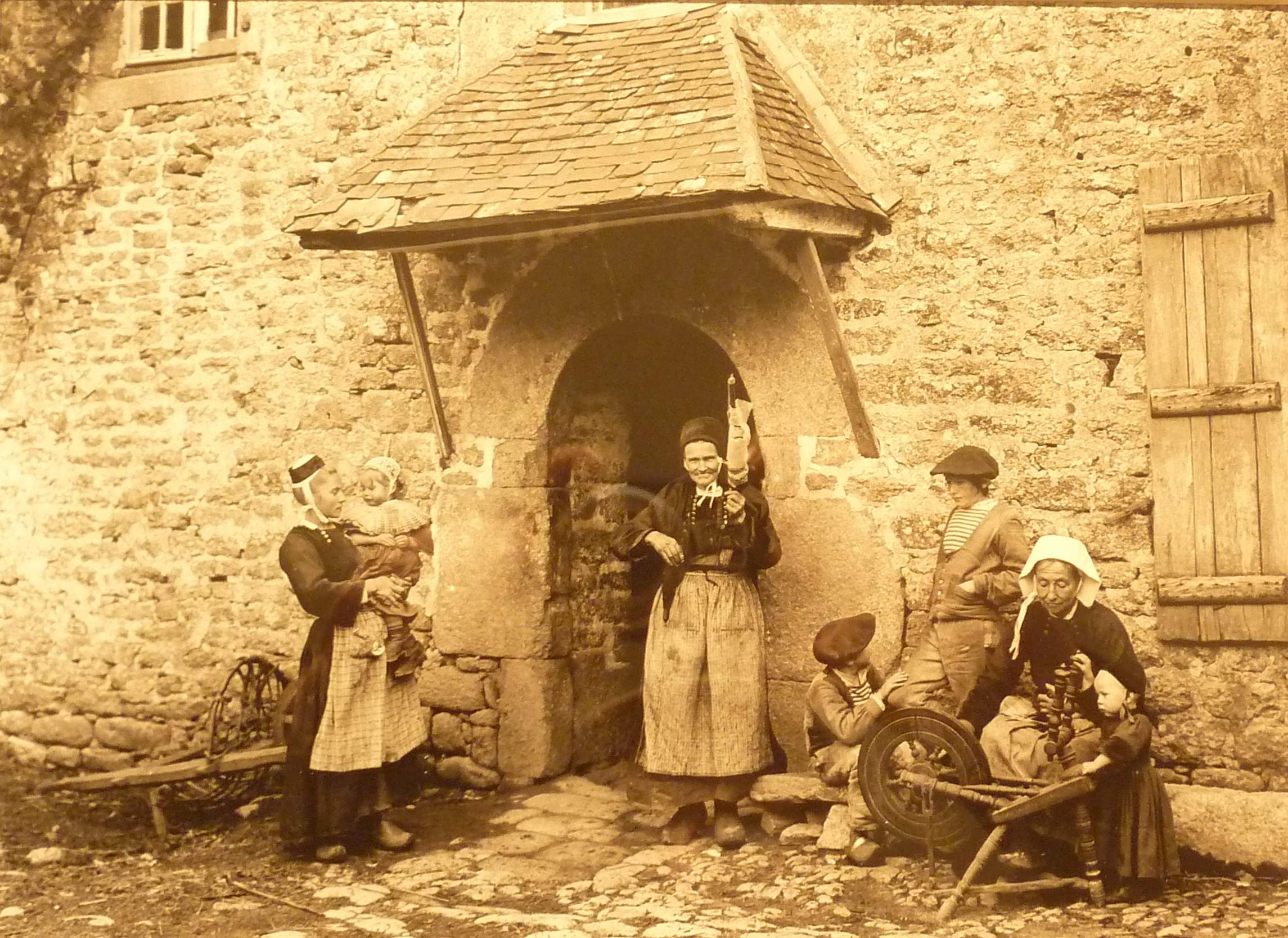
Langonnet : femmes au rouet et à la quenouille (photographie de Philippe Tassier, début XXe siècle).
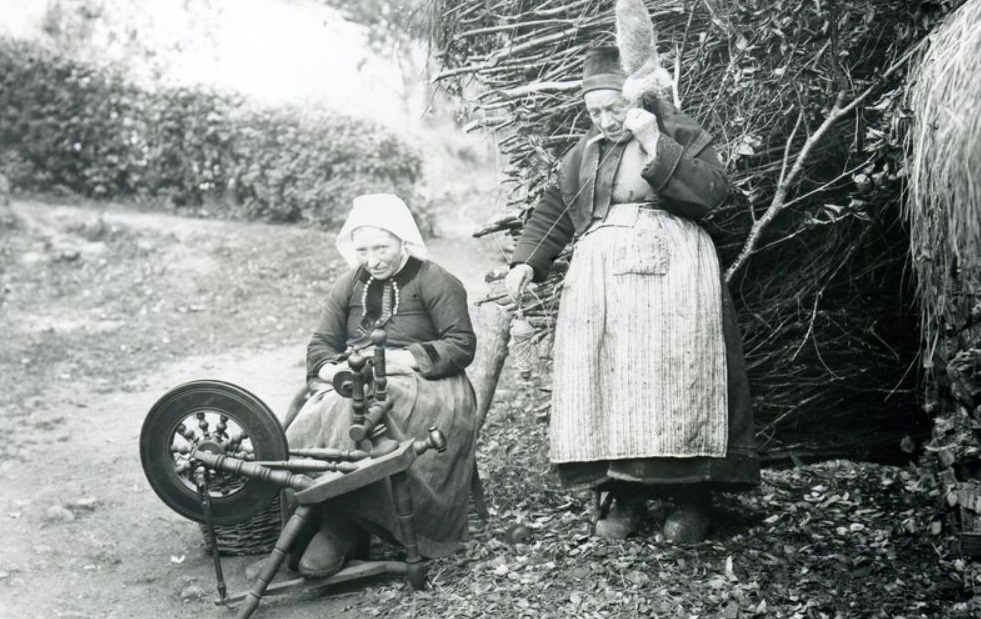
Fileuses à Langonnet (photographie de Philippe Tassier, début XXe siècle).
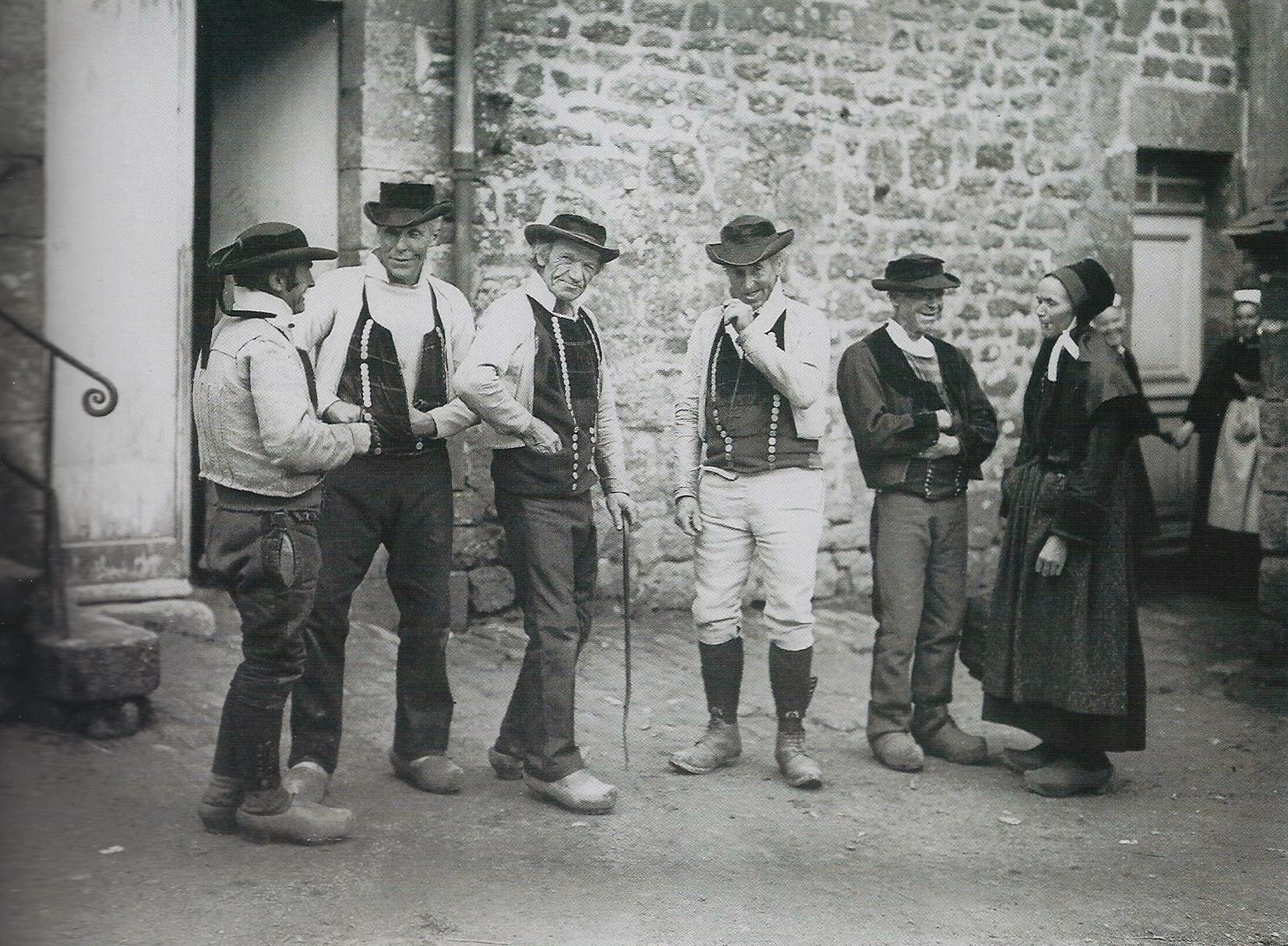
Langonnet : gens du pays dans la cour de l'auberge (photographie de Philippe Tassier, début XXe siècle).
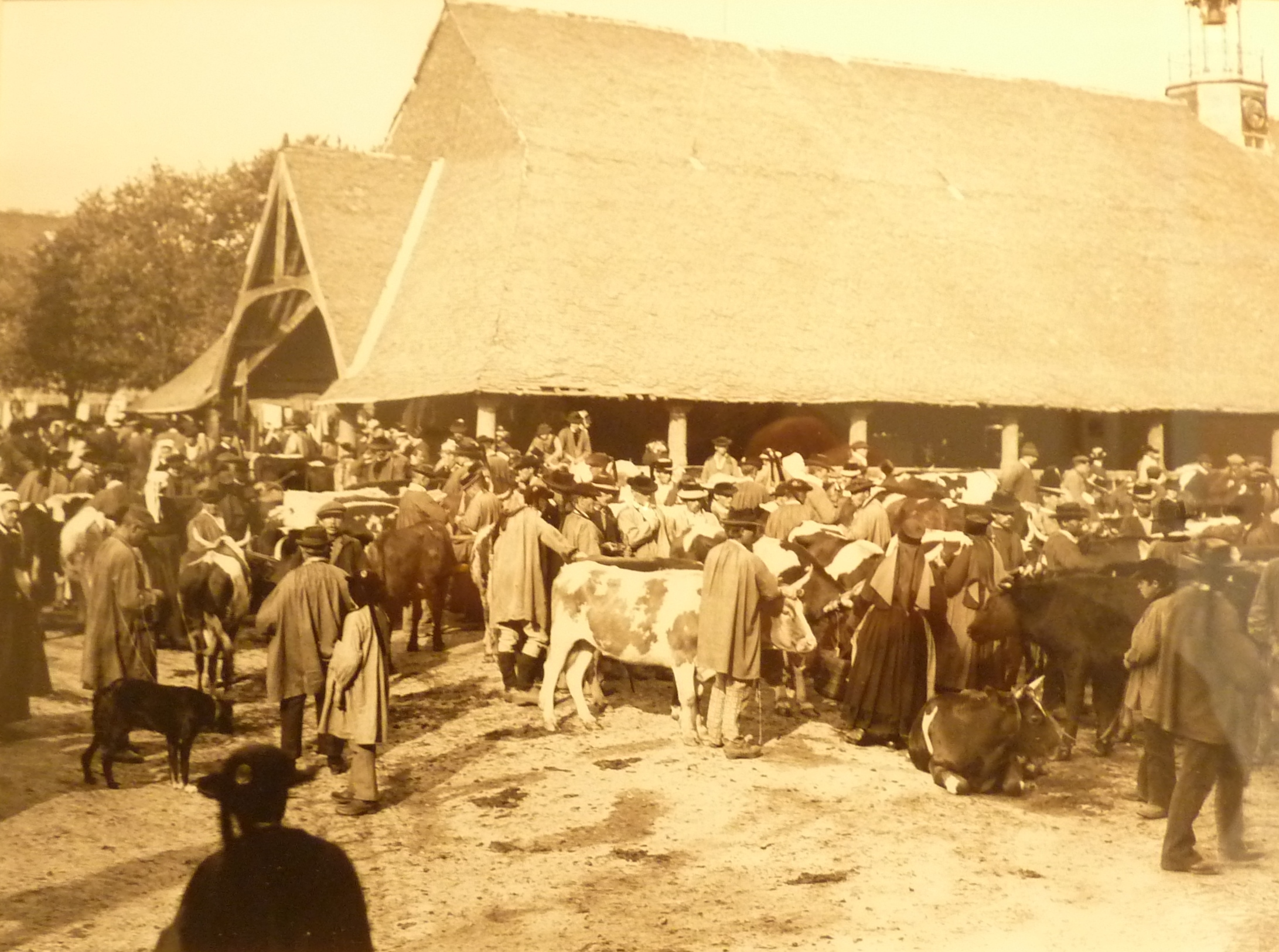
La foire aux vaches du Faouët (photographie de Philippe Tassier, entre 1908 et 1912).
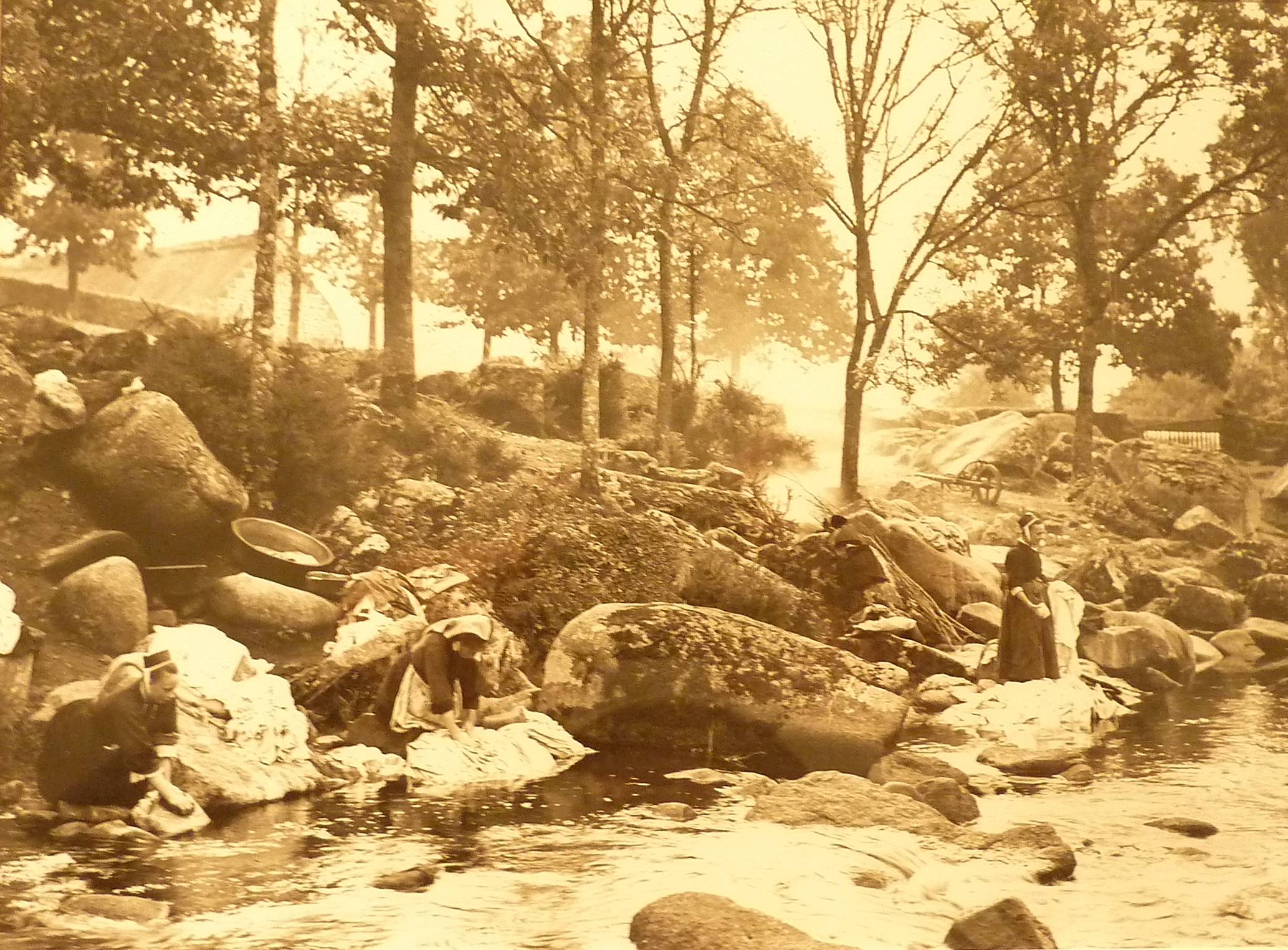
Les lavandières. Le Grand Pont. Le Faouët (photographie de Philippe Tassier, entre 1908 et 1912).
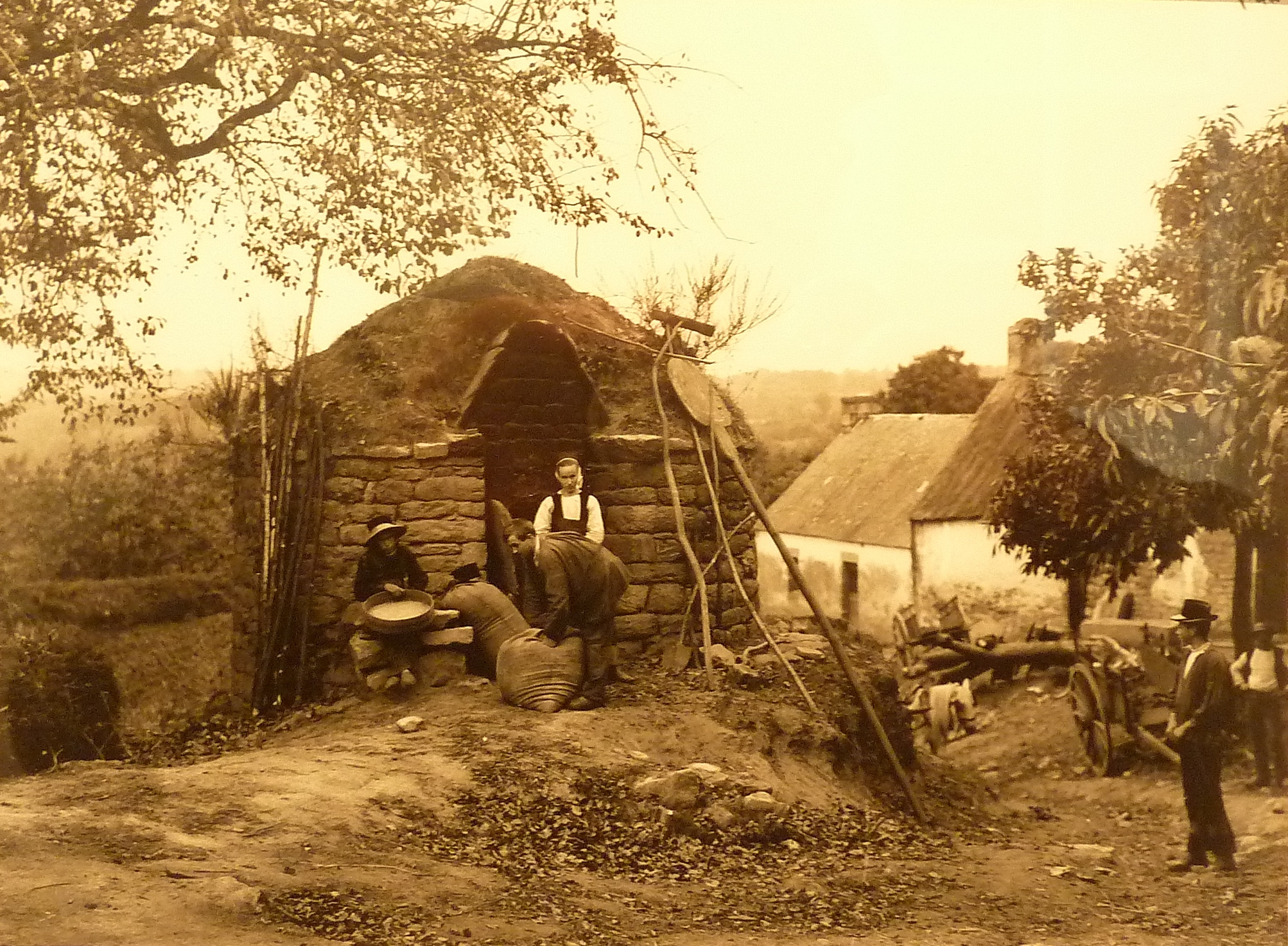
Le four du village. Léonas. Lanvénégen (photographie de Philippe Tassier, entre 1908 et 1912).
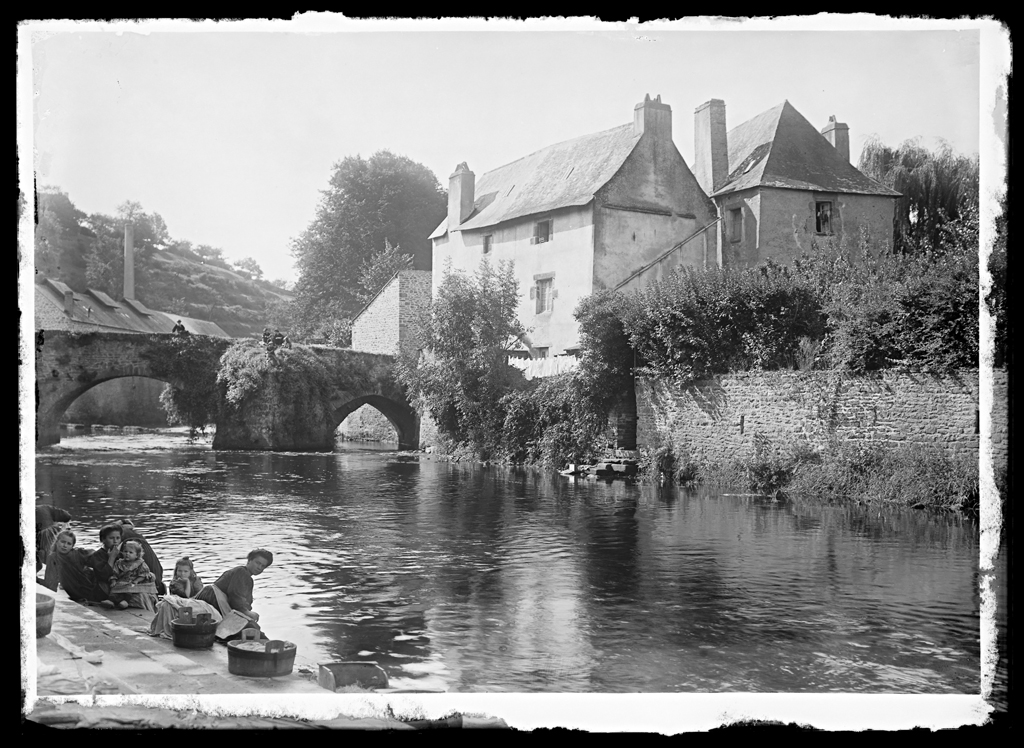
Quimperlé le lavoir et le pont, Tassier Philippe - Musée de Bretagne
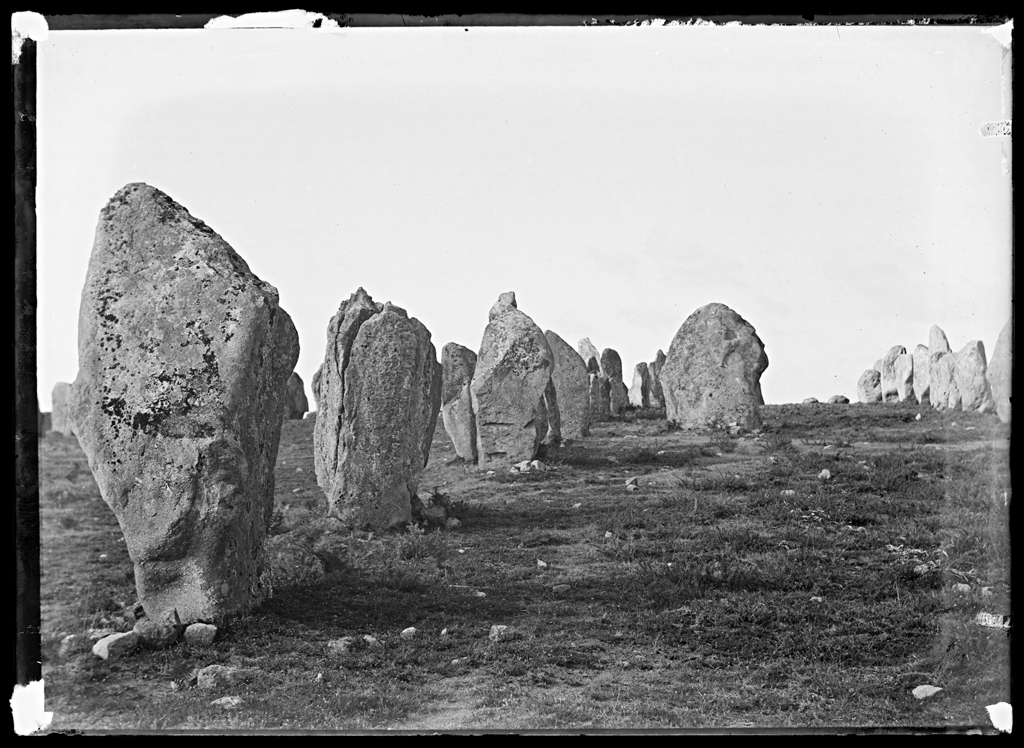
Carnac Alignements vue aérienne, Tassier Philippe - Musée de Bretagne
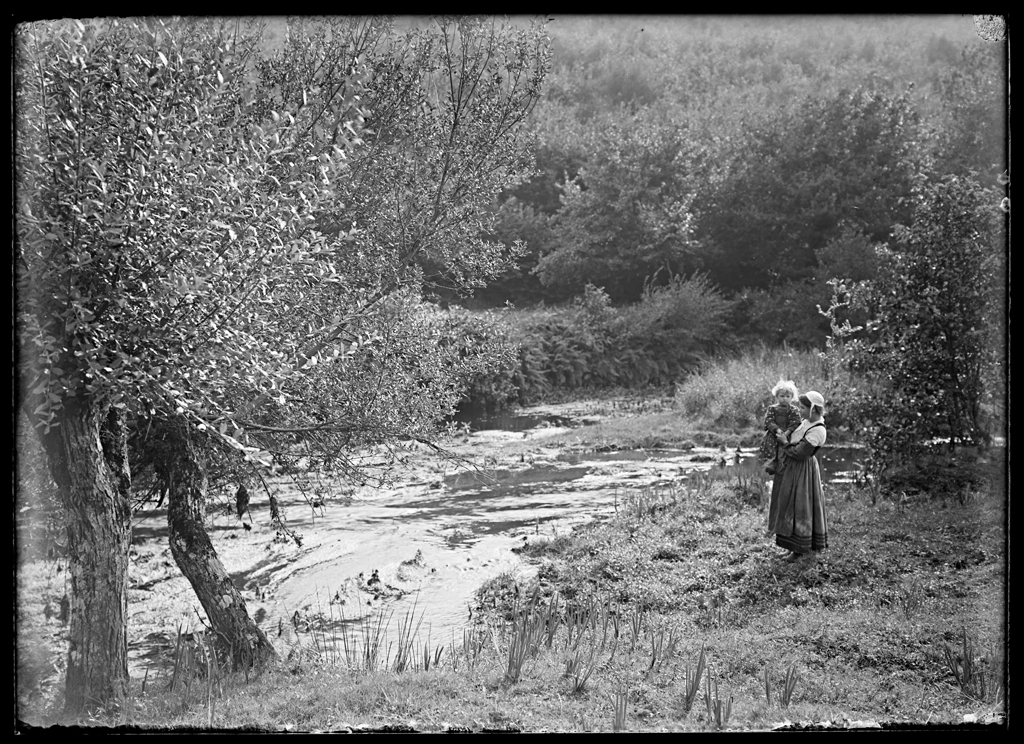
Le Faouët la rivière au moulin du mur, Philippe Tassier - Musée de Bretagne
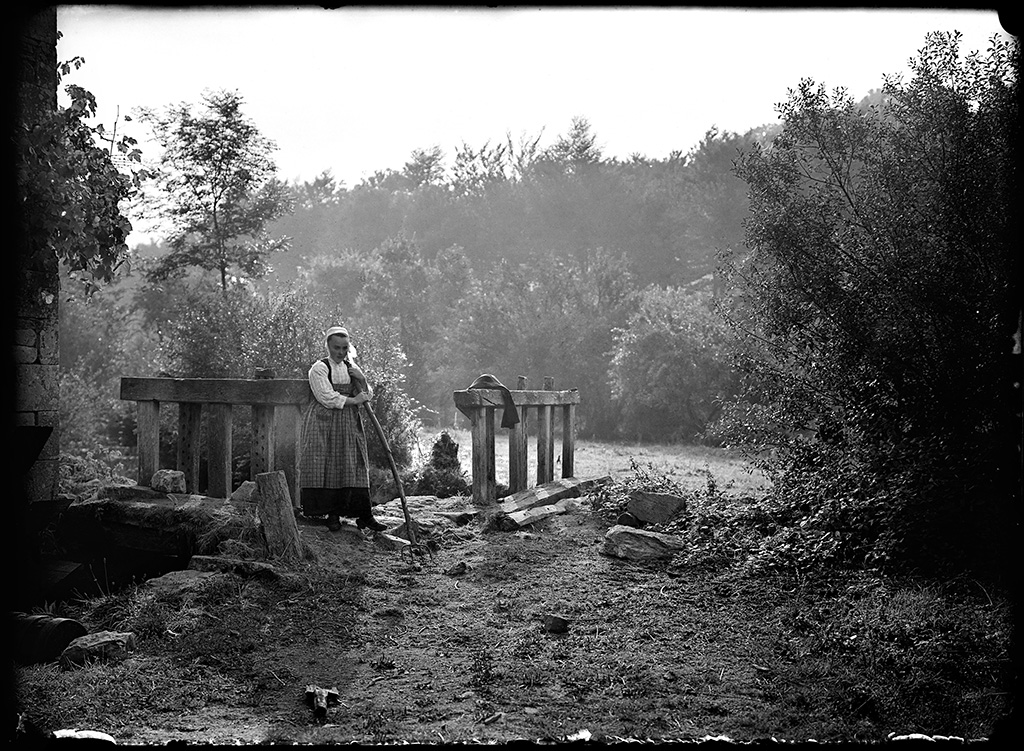
Le Faouët jeune fille, Tassier Philippe - Musée de Bretagne
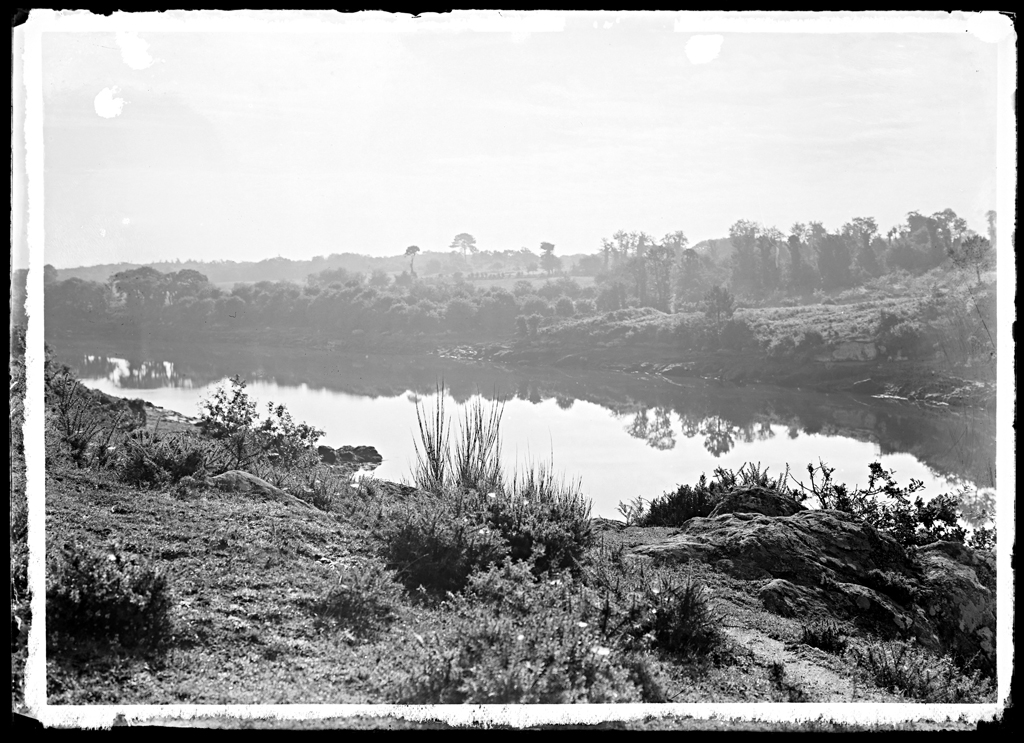
Auray rivière du Bono, Tassier Philippe - Musée de Bretagne

## Expositions
Son travail photographique de Bretagne a fait l'objet d'une exposition à Rennes en 2008